# Csaba Köves
Csaba Köves   (Budapest, 27 d'octubre de 1966) és un tirador d'esgrima hongarès, ja retirat, especialista en sabre, que va competir durant la dècada de 1990.
El 1992 va prendre part en els Jocs Olímpics d'Estiu de Barcelona, on va disputar dues proves del programa d'esgrima. Guanyà la medalla de plata en la prova del sabre per equips, mentre en la del sabre individual fou onzè. Quatre anys més tard, als Jocs d'Atlanta, va tornar a disputar dues proves del programa d'esgrima. Guanyà una nova medalla de plata en la prova del sabre per equips, mentre en la del sabre individual fou divuitè. El 2000, a Sydney, disputà els seus tercers, i darrers, Jocs Olímpics. Fou cinquè en la prova del sabre per equips, mentre en la del sabre individual fou onzè.
En el seu palmarès també destaquen sis medalles al Campionat del Món d'esgrima, dues d'or, dues de plata i dues de bronze, entre les edicions de 1990 i 1997; dues medalles a les Universíades, una de plata i una de bronze, entre el 1991 i el 1993; i una medalla de plata al Campionat d'Europa d'esgrima de 1993.